# Trias bonaccordensis
Trias bonaccordensis là một loài thực vật có hoa trong họ Lan. Loài này được C.S.Kumar miêu tả khoa học đầu tiên năm 1989.